# Зигодовиці
Зигодовиці (пол. Zygodowice) — село в Польщі, у гміні Томиці Вадовицького повіту Малопольського воєводства.
Населення — 445 осіб (2011).

## Історія
У 1975-1998 роках село належало до Бельського воєводства, підпорядковувалося районній адміністрації у Вадовицях.

## Демографія
Демографічна структура станом на 31 березня 2011 року:
|          | Загалом | Допрацездатний вік | Працездатний вік | Постпрацездатний вік |
| -------- | ------- | ------------------ | ---------------- | -------------------- |
| Чоловіки | 234     | 56                 | 151              | 27                   |
| Жінки    | 211     | 46                 | 120              | 45                   |
| Разом    | 445     | 102                | 271              | 72                   |